# كوين فـان دير بييزين
كوين فـان دير بييزين (بالهولندية: Koen van der Biezen)‏ هو لاعب كرة قدم هولندي في مركز الهجوم، ولد في 10 يوليو 1985 في Nuland ‏ في هولندا. لعب مع أرمينيا بيليفيلد وبادربورن 07 ودين بوستش وغو أهد إيغلز ونادي كارلسروه ونادي كراكوفيا الرياضي.

## وصلات خارجية
- كوين فـان دير بييزين على موقع قاعدة بيانات كرة القدم.إي يو (الإنجليزية)
- كوين فـان دير بييزين على موقع Soccerway.com (الإنجليزية)
- كوين فـان دير بييزين على موقع عالم كرة القدم.نت (الإنجليزية)